# Santo Trafficante Junior
Santo Trafficante Junior, né le 15 novembre 1914 à Tampa et mort le 17 mars 1987 à Houston, est un mafieux américain. Il était le parrain de la famille de Tampa, en Floride, impliquée dans la Pizza connection. Il est considéré comme un des parrains les plus puissants du XXe siècle du fait qu'il sut faire profiter ses affaires de liens étroits avec le dirigeant cubain Fulgencio Batista.
Il était également très lié avec la famille Bonanno de New York et Sam Giancana, boss de l'Outfit de Chicago. Trafficante avait le contrôle de toute la zone de Miami : Miami Beach, Fort Lauderdale et Palm Beach en Floride. La côte est de Floride était quant à elle sous le contrôle des Cinq familles de New York, plus particulièrement de Meyer Lansky, Bugsy Siegel, Carlos Marcello, Leo Stein, Henry Gonzales et Frank Ragano. En 2010, le crime organisé en Floride est contrôlé par les familles de Chicago, de La Nouvelle-Orléans, de New York et d'autres organisations criminelles.

## Biographie

### Jeunesse
Trafficante naît de parents siciliens : Santo Trafficante, son père, et Maria Giuseppa Cacciatore, sa mère. Il vécut dans plusieurs maisons à Tampa et Miami, il fréquenta aussi La Havane à Cuba (lorsque Fulgencio Batista était au pouvoir) et New York.
Le Département du Trésor public indiqua aux autorités locales qu'il supposait que Trafficante possédait des intérêts dans plusieurs casinos de Cuba, dans un cinéma drive-in, dans un restaurant, le Columbia, et dans plusieurs autres restaurants et bars dans Tampa. Des rumeurs ont circulé comme quoi la Commission possédait beaucoup d'hôtels et de bars cubains. Comme il était l'un des plus puissants chefs mafieux des États-Unis, Trafficante fut invité lors de la Conférence de la Havane en décembre 1946. 
Trafficante fut arrêté de nombreuses fois durant les années 1950 pour des accusations de vols et de tenue de loterie illégale dans le district de Tampa Ybor City. Il échappa à toutes les condamnations sauf une fois, en 1954, où il fut condamné pour vol. Mais sa condamnation fut annulée par la cour suprême de Floride avant son entrée en prison.

### Années 1950: investissement à Cuba
Durant le régime du dictateur Batista à Cuba, Trafficante possédait officiellement le casino international du jeu et le Sans-Souci à La Havane. Comme il était un membre du syndicat du jeu, il était suspecté de diriger en sous-main d'autres établissements, notamment l'hôtel Habana Riviera, le Tropicana Club, le Sevilla-Biltmore, l'hôtel Casino Capri, le Commodoro, le Deauville et le Havana Hilton. En contrepartie, les hommes de main de Batista collectaient 10 % des profits des casinos de Trafficante.
Trafficante fut arrêté en 1957, avec 56 autres mafieux, sur le lieu d'une apparente convention réunissant toutes les grandes figures du crime organisé, la réunion d'Apalachin à New York. Les accusations furent, par la suite, abandonnées. Les autorités supposaient que le but de la réunion était de combler le vide créé à la suite de l'assassinat récent du chef du Murder Incorporated, Albert Anastasia. Plus tard, Trafficante nia les circonstances de l'assassinat d'Anastasia.
En janvier 1958, Trafficante fut questionné par la police nationale cubaine au sujet de la réunion d'Apalachin. Un rapport complet de la police cubaine fut édité le 23 janvier 1958. Celui-ci comprenait des retranscriptions d'appels longue distance depuis le Sans-Souci pour la période d'août-septembre 1957. Ce rapport fut transmis au bureau du procureur. Sur le rapport était inscrit « Le Département d'Enquête Cubain, La Havane, Cuba notifie au Bureau des Narcotiques que Santo Trafficante est enregistré dans le bureau d'immigration sous le numéro N. 93461. »
Après la révolution castriste, le gouvernement de Fidel Castro, en même temps qu'il faisait fermer l'ensemble des casinos, lieux de prostitution et de stupéfiants du crime organisé qui rapportait en 1958 l'équivalent de 100 millions de dollars soit 900 millions en 2013, saisit tous les comptes et les établissements de Trafficante. Il est emprisonné puis expulsé du pays au motif qu'il était un « immigré indésirable ». Par la suite, Trafficante eut plusieurs contacts avec les services secrets des États-Unis par l'intermédiaire de Robert Maheu, qui dirigeait à l'exemple de l'anti communiste et ex agent du F.B.I, Guy Banister une agence de détectives privés qui couvrait en réalité les agissements illégaux de la CIA sur le sol des Etats-Unis. Fondée en 1947, cette dernière avait l'interdiction formelle d'agir sur le sol national, rôle exclusivement dévolu au F.B.I de J. Edgar Hoover. Il fut impliqué dans plusieurs tentatives d'assassinat de Castro. 
Ces connexions historiques CIA-Mafia furent confirmées lors de la déclassification, en 2007, de documents intitulés les « Joyaux de Famille ». Par la suite, il chercha à ouvrir des casinos dans les Caraïbes car il était sceptique quant à l'avenir de Las Vegas.

### Années 1960-1970
Il fut impliqué dans les assassinats de Sam Giancana, Cesar Bonaventre, Carmine Tramunti, Carmine Galante, Dominic Napolitano et Paul Castellano.
Il est soupçonné par plusieurs services de renseignements d'avoir trempé dans le complot qui a fait assassiner le président John Fitzgerald Kennedy en 1963. Il ne fut pas le seul à être soupçonné, il y eut Carlos Marcello, parrain de la famille de la Nouvelle-Orléans, Sam Giancana, ainsi que le meneur du syndicat des camionneurs (Teamster) Jimmy Hoffa qui était sous le feu des attaques répétées du jeune frère de John F. Kennedy, Robert Kennedy, l'attorney général (équivalent du ministre de la justice en France). Malgré ces soupçons, aucune preuve ne fut apportée. 
Toutefois, en 1975, à la mort de Sam Giancana, boss de la famille de Chicago, qui fut abattu de 6 balles dans sa résidence alors placée sous surveillance par les autorités, à la veille de témoigner devant la commission d'enquête sur les actions illégales des services secrets américains, la Commission Church, le F.B.I. surprit une conversation téléphonique dans laquelle Santo Trafficante indiquait : « A présent, seules deux personnes sachant qui a tué Kennedy sont vivantes et elles ne parleront pas ». Le HSCA ou Comité d'Enquête Sénatoriale sur les assassinats de Martin Luther King et John F. Kennedy de 1976 à 1979 avait également conclu que l'influence de Santos Traficcante dans le monde du crime organisé, et notamment dans la communauté cubaine en exil lui fournissaient les moyens et les motivations pour préparer un attentat contre le président Kennedy. De même, Franck Ragano, avocat des plus grandes figures de la pègre au cours des années 60 à 80 dont le président du syndicat des camionneurs Jimmy Hoffa ou encore Carlos Marcello, le parrain de la  Nouvelle Orléans a révélé dans son livre paru en 1994, Mobster's Lawyer, que Santos Trafficante lui aurait révélé être impliqué dans l'assassinat du président John F. Kennedy.  
En 1968, il aide Richard Nixon à se faire élire président des États-Unis.
Il était soupçonné d'être un des relais aux États-Unis de la French Connection, réseau dans lequel il avait proposé sa collaboration après s'être déplacé à Saïgon et à Hong Kong et après avoir pu en constater la fiabilité. L'héroïne devait être raffinée en Équateur. Il fut également à l'origine du démantèlement de la French Connection, devenue sa concurrente directe dans le trafic de cocaïne et d'héroïne.

### Années 1980: fin de vie
Trafficante fut appelé devant la barre du tribunal et questionné sur son implication dans la discothèque King's Court avec des membres de la famille Bonanno de New York. Dans les membres de la famille Bonnano, se trouvait Joseph D. « Joe » Pistone alias « Donnie Brasco ». Trafficante échappa à toute condamnation. Durant les dernières années de sa vie, sa santé déclina. Il mourut le 17 mars 1987, durant une opération du cœur à Houston, au Texas.